# Развој рекорда европских првенстава у атлетици на отвореном — скок увис за мушкарце
7Атлетска дисциплина скок увис у мушкој конкуренцији била је на програмима  свих европских првенстава на отвореном од 1. Европског првенства 1934. одржаног у Торину до данас.
Актуелини рекорд европских пренства у скоку увис на отвореном  износи 2,37, а рекордер је Ђанмарко Тамбери из Италије. Рекорд је постигнут на Европском првенству 2024. одржаном у Риму

## Рекорди
Закључно са ЕП 2024. у Риму, ратификована су 54 рекорда европских првенстава на отвореном.
Легенда
| ратификовани рекорди     |
| нератификовани резултати |
| * = изједначен рекорд    |

|     | Резултат | Атлетичар            | Датум рођења                  | Земља           | Место                     | Датум               |
| --- | -------- | -------------------- | ----------------------------- | --------------- | ------------------------- | ------------------- |
| 1.  | 2,00     | Калеви Коткас        | 28. јул 1913. (21 год)        | Финска          | Торино, Италија           | 7. септембар 1934.  |
| 2.  | 2,00*    | Бенгт Нилсон         | 17. фебруар 1934. (24 год)    | Шведска         | Берн, Швајцарска          | 29. август 1954.    |
| 3.  | 2,02     | Бенгт Нилсон         | 17. фебруар 1934. (24 год)    | Шведска         | Берн, Швајцарска          | 29. август 1954.    |
| 4.  | 2,02*    | Тео Пил              | 8. фебруар 1926. (32 год)     | Западна Немачка | Стокхолм, Шведска         | 24. август 1958.    |
| 5.  | 2,02*    | Рикард Дал           | 5. август 1933. (25 год)      | Шведска         | Стокхолм, Шведска         | 24. август 1958.    |
| 6.  | 2,02*    | Стиг Петерсон        | 26. март 1935. (23 год)       | Шведска         | Стокхолм, Шведска         | 24. август 1958.    |
| 7.  | 2,02*    | Јуриј Степанов       | 10. март 1933. (25 год)       | СССР            | Стокхолм, Шведска         | 24. август 1958.    |
| 8.  | 2,02*    | Јиржи Лански         | 17. септембар 1933. (24. год) | Чехословачка    | Стокхолм, Шведска         | 24. август 1958.    |
| 9.  | 2,02*    | Игор Кашкаров        | 5. мај 1933. (25 год)         | СССР            | Стокхолм, Шведска         | 24. август 1958.    |
| 10. | 2,02*    | Петер Елбоген        |                               | Чехословачка    | Стокхолм, Шведска         | 24. август 1958.    |
| 11. | 2,04     | Тео Пил              | 8. фебруар 1926. (32 год)     | Западна Немачка | Стокхолм, Шведска         | 24. август 1958.    |
| 12. | 2,04*    | Рикард Дал           | 5. август 1933. (25 год)      | Шведска         | Стокхолм, Шведска         | 24. август 1958.    |
| 13. | 2,04*    | Јуриј Степанов       | 10. март 1933. (25 год)       | СССР            | Стокхолм, Шведска         | 24. август 1958.    |
| 14. | 2,06     | Стиг Петерсон        | 26. март 1935. (23 год)       | Шведска         | Стокхолм, Шведска         | 24. август 1958.    |
| 15. | 2,06*    | Јиржи Лански         | 17. септембар 1933. (24. год) | Чехословачка.   | Стокхолм, Шведска         | 24. август 1958.    |
| 16. | 2,06*    | Игор Кашкаров        | 5. мај 1933. (25 год)         | СССР            | Стокхолм, Шведска         | 24. август 1958.    |
| 17. | 2,06*    | Тео Пил              | 8. фебруар 1926. (32 год)     | Западна Немачка | Стокхолм, Шведска         | 24. август 1958.    |
| 18. | 2,06*    | Јуриј Степанов       | 10. март 1933. (25 год)       | СССР            | Стокхолм, Шведска         | 24. август 1958.    |
| 19. | 2,06*    | Рикард Дал           | 5. август 1933. (25 год)      | Шведска         | Стокхолм, Шведска         | 24. август 1958.    |
| 20. | 2,08     | Рикард Дал           | 5. август 1933. (25 год)      | Шведска         | Стокхолм, Шведска         | 24. август 1958.    |
| 21. | 2,08*    | Стиг Петерсон        | 26. март 1935. (23 год)       | Шведска         | Стокхолм, Шведска         | 24. август 1958.    |
| 22. | 2,10     | Стиг Петерсон        | 26. март 1935. (23 год)       | Шведска         | Стокхолм, Шведска         | 24. август 1958.    |
| 23. | 2,10*    | Јиржи Лански         | 17. септембар 1933. (24. год) | Чехословачка.   | Стокхолм, Шведска         | 24. август 1958.    |
| 24. | 2,10*    | Рикард Дал           | 5. август 1933. (25 год)      | Шведска         | Стокхолм, Шведска         | 24. август 1958.    |
| 25. | 2,12     | Рикард Дал           | 5. август 1933. (25 год)      | Шведска         | Стокхолм, Шведска         | 24. август 1958.    |
| 26. | 2,13     | Стиг Петерсон        | 26. март 1935. (23 год)       | Шведска         | Београд, Југославија      | 16. септембар 1962. |
| 27. | 2,13*    | Валериј Брумел       | 14. април 1942. (20 год)      | СССР            | Београд, Југославија      | 16. септембар 1962. |
| 28. | 2,17     | Валериј Брумел       | 14. април 1942. (20 год)      | СССР            | Београд, Југославија      | 16. септембар 1962. |
| 29. | 2,21     | Валериј Брумел       | 14. април 1942. (20 год)      | СССР            | Београд, Југославија      | 16. септембар 1962. |
| 30. | 2,21*    | Кестутис Сапка       | 15. новембар 1949. (24 год)   | СССР            | Рим, Италија              | 4. септембар 1974.  |
| 31. | 2,21*    | Јеспер Теринг        | 27. септембар 1947. (26 год)  | Данска          | Рим, Италија              | 4. септембар 1974.  |
| 32. | 2,23     | Кестутис Сапка       | 15. новембар 1949. (24 год)   | СССР            | Рим, Италија              | 4. септембар 1974.  |
| 33. | 2,23*    | Јеспер Теринг        | 27. септембар 1947. (26 год)  | Данска          | Рим, Италија              | 4. септембар 1974.  |
| 34. | 2,25     | Кестутис Сапка       | 15. новембар 1949. (24 год)   | СССР            | Рим, Италија              | 4. септембар 1974.  |
| 35. | 2,25*    | Јеспер Теринг        | 27. септембар 1947. (26 год)  | Данска          | Рим, Италија              | 4. септембар 1974.  |
| 36. | 2,26     | Александар Грирорјев | 7. октобар 1955. (23 год)     | СССР            | Праг, Чехословачка        | 2. септембар 1978.  |
| 37. | 2,26*    | Владимир Јашченко    | 12. јануар 1959. (19 год)     | СССР            | Праг, Чехословачка        | 2. септембар 1978.  |
| 38. | 2,26*    | Хенри Лаутенбах      | 22. октобар 1957. (21 год)    | Источна Немачка | Праг, Чехословачка        | 2. септембар 1978.  |
| 39. | 2,26*    | Ролф Бајлшмит        | 8. август 1953. (24 год)      | Источна Немачка | Праг, Чехословачка        | 2. септембар 1978.  |
| 40. | 2,28     | Владимир Јашченко    | 12. јануар 1959. (19 год)     | СССР            | Праг, Чехословачка        | 2. септембар 1978.  |
| 41. | 2,28     | Александар Грирорјев | 7. октобар 1955. (23 год)     | СССР            | Праг, Чехословачка        | 2. септембар 1978.  |
| 42. | 2,28     | Ролф Бајлшмит        | 8. август 1953. (24 год)      | Источна Немачка | Праг, Чехословачка        | 2. септембар 1978.  |
| 43. | 2,30     | Владимир Јашченко    | 12. јануар 1959. (19 год)     | СССР            | Праг, Чехословачка        | 2. септембар 1978.  |
| 44. | 2,30*    | Дитмар Мегенбург     | 15. август 1961. (21 год)     | Западна Немачка | Атина, Грчка              | 11. септембар 1982. |
| 45. | 2,31     | Игор Паклин          | 15. јун 1963. (23 год)        | СССР            | Штутгарт, Западна Немачка | 31. август 1986.    |
| 46. | 2,31*    | Карло Тренхарт       | 5. јул 1957. (29 год)         | Западна Немачка | Штутгарт, Западна Немачка | 31. август 1986.    |
| 47. | 2,31*    | Сергеј Мајченко      | 2. новембар 1963. (23 год)    | СССР            | Штутгарт, Западна Немачка | 31. август 1986.    |
| 48. | 2,34     | Игор Паклин          | 15. јун 1963. (23 год)        | СССР            | Штутгарт, Западна Немачка | 31. август 1986.    |
| 49. | 2,34*    | Драгутин Топић       | 12. март 1971. (19 год)       | Југославија     | Сплит, Југославија        | 1. септембар 1990.  |
| 50. | 2,34*    | Алексеј Јеменин      | 16. октобар 1968. (22 год)    | СССР            | Сплит, Југославија        | 1. септембар 1990.  |
| 51. | 2,34*    | Георги Даков         | 21. октобар 1967. (22 год)    | Бугарска        | Сплит, Југославија        | 1. септембар 1990.  |
| 52. | 2,35     | Стејнер Хоен         | 8. фебруар 1971. (24 год)     | Норвешка        | Хелсинки, Финска          | 8. август 1994.     |
| 53. | 2,36     | Андреј Сиљнов        | 9. септембар 1984. (21 год)   | Русија          | Гетеборг, Шведска         | 9. август 2006.     |
| 54. | 2,37     | Ђанмарко Тамбери     | 1. јун 1992. (32 год)         | Италија         | Рим, Италија              | 11. јун 2024.       |

Занимљивости
Стање 23. 8. 2024.
- На 23 Европска првенства на отвореном оджана до данас рекорд првенстава обаран и изједначаван 54 пута.
- Рекорди су изједначавани и обарани на 12 првенства.
- 15 пута рекорде су обарани и изједначавали предтавници СССР, а затим Швеђани 8 пута.
- На Европском првенству 1958. у Стокхолму, рекорд је 5 пута обаран и 14 пута изједначаван.
- Српски скакач увис Драгутин Топић у саставу репрезентације СФР Југославије на Европском првенству 1990. у Сплиту изједначио је тадашњи рекорд првенства 2,34 метра.